# میشل دوویل
میشل دوویل (فرانسوی: Michel Deville‎؛ زادهٔ ۱۳ آوریل ۱۹۳۱) کارگردان و فیلم‌نامه‌نویس اهل فرانسه است.